# Symplectoscyphus trimucronatus
Symplectoscyphus trimucronatus is een hydroïdpoliep uit de familie Sertulariidae. De poliep komt uit het geslacht Symplectoscyphus. Symplectoscyphus trimucronatus werd in 1885 voor het eerst wetenschappelijk beschreven door Allman. 